# دوتيرة (دابوي الجنوبي)
دوتیرة (بالفارسية: دوتیره) هي قرية تقع في إيران في قسم دابوي الجنوبی الريفي. يقدر عدد سكانها بـ 513 نسمة بحسب إحصاء 2016.